# History (singel Exo)
History – singel grup EXO-K i EXO-M, wydany cyfrowo 9 marca 2012 roku przez wytwórnię SM Entertainment. Singel ukazał się w dwóch wersjach językowych: edycji koreańskiej EXO-K i mandaryńskiej EXO-M. Utwór promował minialbum MAMA. Singel sprzedał się w Korei Południowej w nakładzie ponad 141 165 egzemplarzy.
Teledyski piosenki ukazały się 8 marca 2012 na oficjalnym kanale YouTube wytwórni.

## Lista utworów
| Nr | Tytuł     | Czas |
| -- | --------- | ---- |
| 1. | „History” | 3:32 |